# 长羽柄双盖蕨
长羽柄双盖蕨（学名：Diplazium siamense）也称长羽柄短肠蕨，为蹄盖蕨科双盖蕨属下的一个种。
种加名 siamensis 意为“暹罗的”。